# Travis Schuldt
Pour les articles homonymes, voir Schuldt.
Travis Schuldt est un acteur américain né le 18 septembre 1974 à Topeka, dans le Kansas (États-Unis).

## Biographie
Il a notamment tenu le rôle de Ethan Crane dans le soap opera Passions et celui de Keith dans la sitcom Scrubs.

### Vie privée
Il a rencontré Natalie Zea en 2003 sur le tournage de « Passions ». ils se sont mariés en 2014 dans leur résidence privée de Hawaï. Ils ont une fille Reagan née en 2015.

## Filmographie
- 1999 : Sagamore : Bruce
- 1999 à 2007 : Midsummer : Demetrius
- 1999 : Passions : Ethan Winthrop
- 2002 : Candy : Luc
- 2003 : JAG : Petty Officer Marin
- 2003 : Baby Bob (en)
- 2003 : Shérifs à Los Angeles (10-8: Officers on Duty) : Chase Williams
- 2004 : Gramercy Park : Nick Smythe
- 2004 : Veronica Mars : Conner Larkin
- 2005 : Automatic de Jonathan Walls : Randall
- 2006 : Mélodie pour un meurtre (Mystery Woman: Oh Baby) : Evan Chandler
- 2007 : Hitcher (The Hitcher) : Deputy Harlan Bremmer Jr.
- 2007 : Fanatique (Hack!) : Tim
- 2007 : My Boys : Matt Dougan
- 2007 : Cavemen
- 2005 à 2009 : Scrubs : Keith Dudemeister
- 2008 : The Big Bang Theory : Eric
- 2008 : From a Place of Darkness : Miles Kody
- 2008 : Something's Wrong in Kansas : Juice
- 2008 : A Line in the Sand : Newscaster
- 2009 : Fringe
- 2009 : Philadelphia : Ben Smith
- 2012 : Community - épisode #3.13 : Subway
- 2013 : Un million de raisons (This Magic Moment) : Clark Gable
- 2015 : Les Experts : Aron Derosa
- 2015 : Community - épisode #6.7 : Rick
- 2015 : The Fosters : Nathan "Nate" Adams
- 2015 : 2 Broke Girls - épisode #5.4 : Terry Williams
- 2018 : Heathers : coach Cox
- 2024 : NCIS : Enquêtes spéciales : Freddie Martin
- 2025 : Chicago Med : Carl Nelson